# Villamiel de Toledo
Villamiel de Toledo község Spanyolországban, Toledo tartományban. Villamiel de Toledo Camarenilla, Bargas, Rielves, Huecas és Fuensalida községekkel határos. Lakosainak száma 1069 fő (2024).

## Népesség
A település népessége az utóbbi években az alábbiak szerint változott:
| Lakosok száma | 472  | 626  | 796  | 862  | 941  | 894  | 876  | 873  | 1021 | 1069 |
|               | 2001 | 2004 | 2007 | 2009 | 2012 | 2014 | 2017 | 2019 | 2022 | 2024 |